# Cervara di Roma
Cervara di Roma est une commune italienne de la ville métropolitaine de Rome Capitale, dans la région Latium.

## Géographie

### Localisation et topographie
Cervara di Roma se situe à 70 km à l'est de Rome. Le territoire de la commune se trouve entre 419 et 1 611 mètres d'altitude avec la ville à proprement parler, s'étageant sur plusieurs niveaux entre 900 et 1 100 mètres pour une altitude moyenne de 1 053 mètres, ce qui en fait la commune la plus élevée de la province de Rome. L'altitude moyenne combinée de la commune est à 1 192 mètres. Cervara di Roma constitue également un accès principal au Parc naturel régional des Monts Simbruiniens, vaste de 30 000 hectares, soit la plus grande zone protégée du Latium.

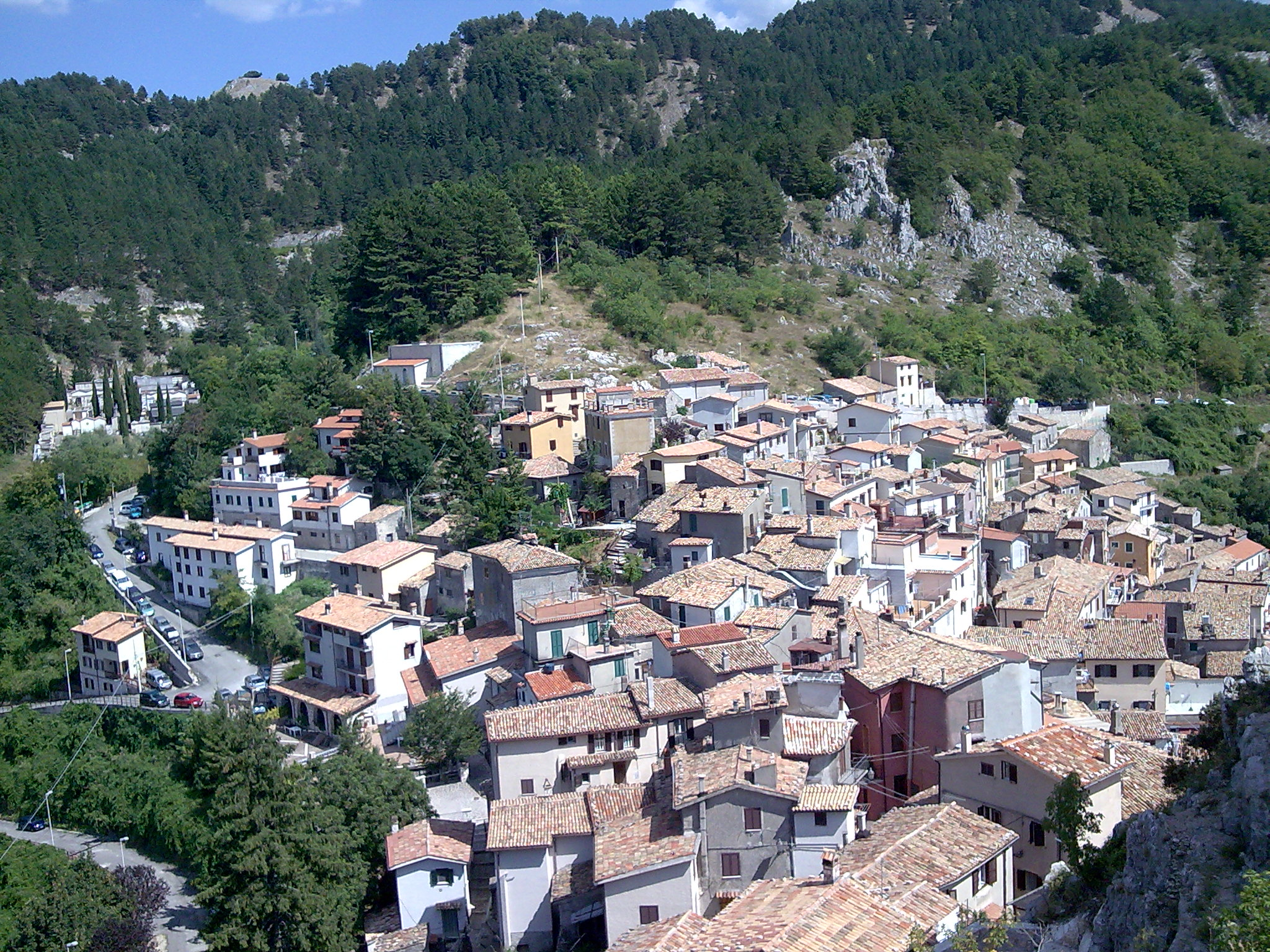
Vue de la partie nord de la ville depuis la Rocca.
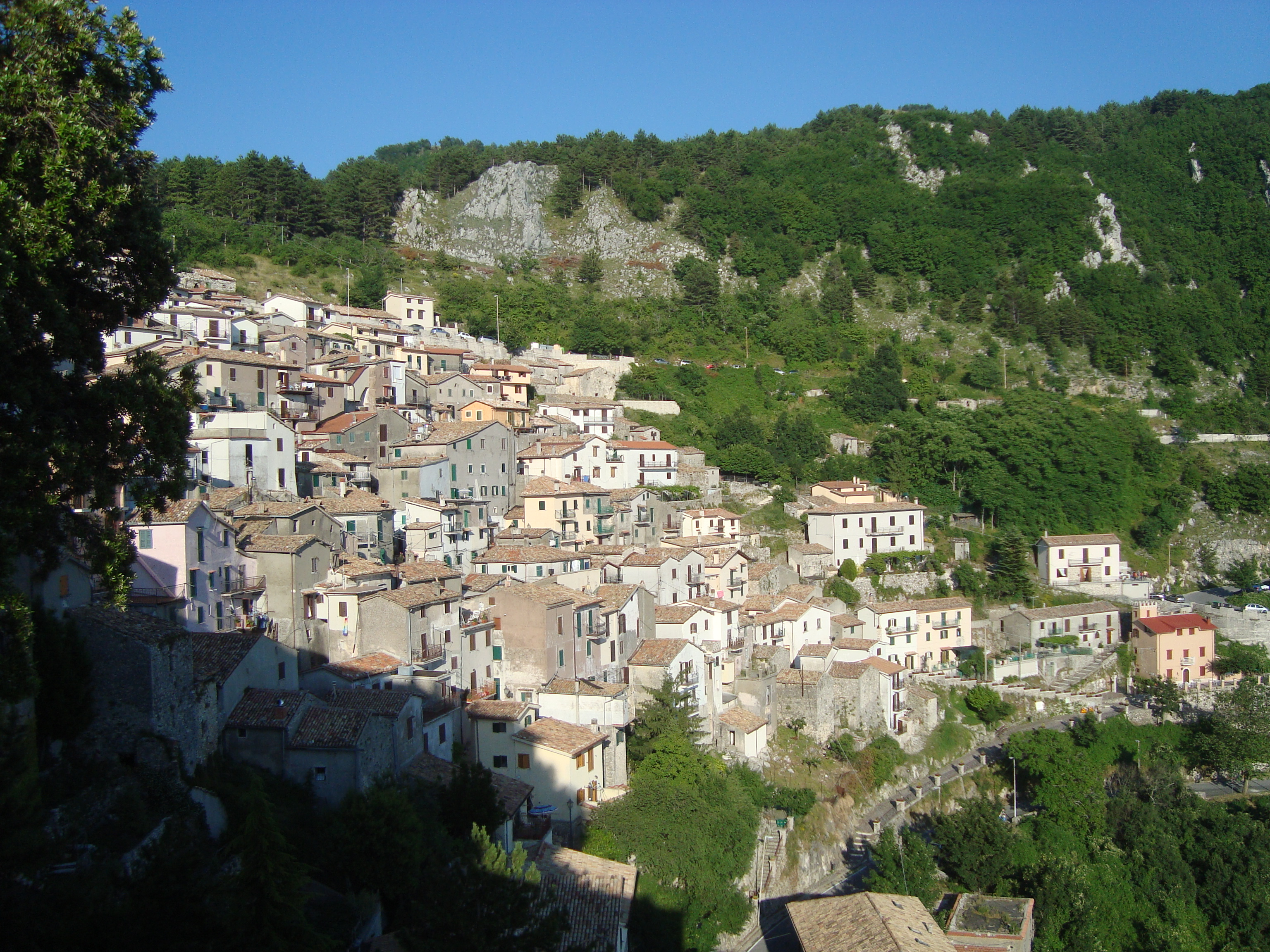
Vue de la partie sud de la ville.
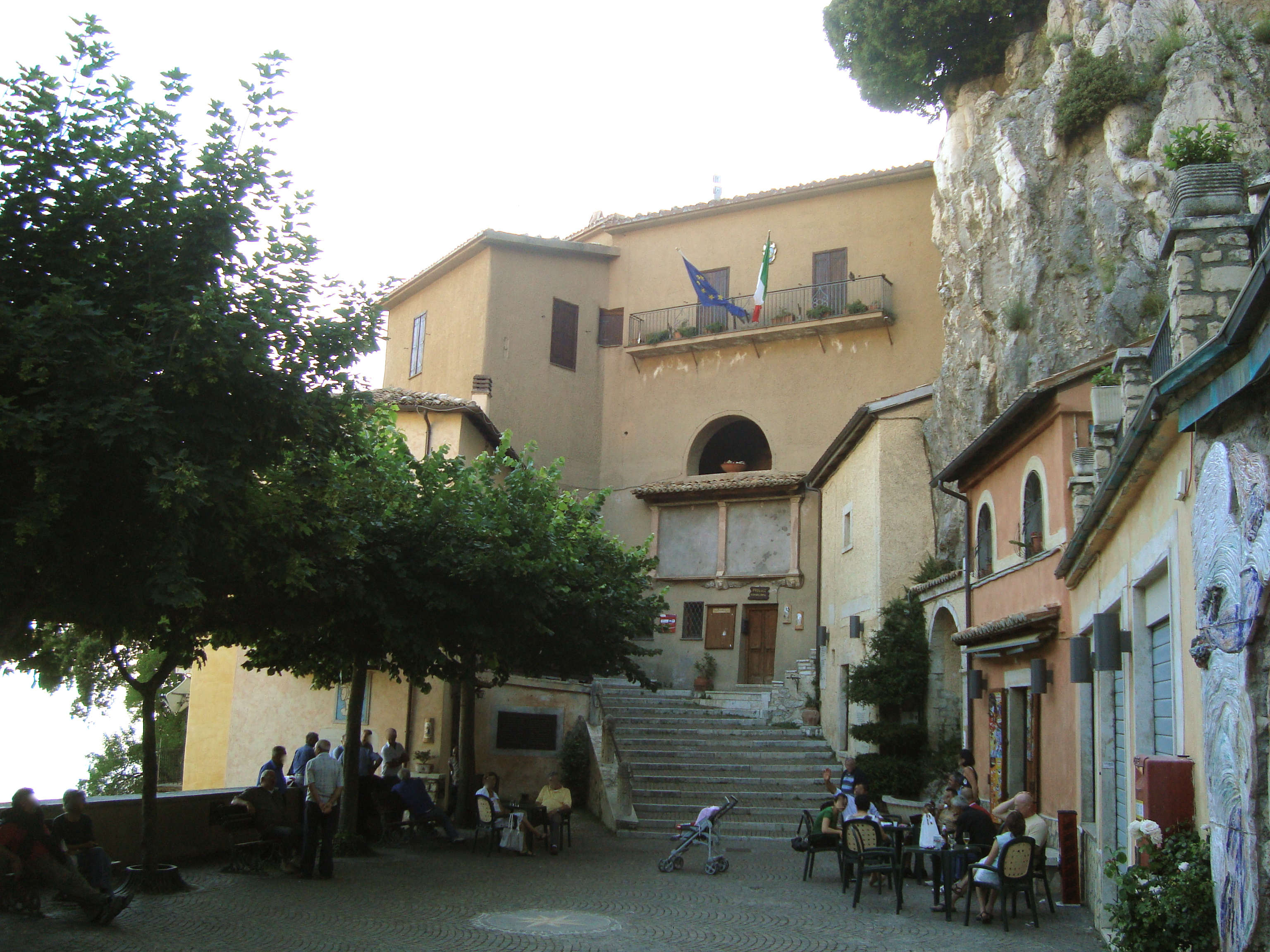
La place principale et la mairie de Cervara di Roma.

### Lieux-dits et hameaux
Les différentes frazioni sont : Campaegli, Falconare, Le Selve, Maddalena et Madonna della Pace.

### Communes limitrophes
La commune de Cervara di Roma est mitoyenne de : Agosta (Italie), Arsoli, Camerata Nuova, Marano Equo, Rocca di Botte (AQ) et Subiaco.

## Démographie
Habitants recensés

## Administration
| Période                                  | Période     | Identité         | Étiquette                     | Qualité |
| ---------------------------------------- | ----------- | ---------------- | ----------------------------- | ------- |
| 15 avril 2008                            | 24 mai 2013 | Luigi Rossi      | Liste civile Amo Cervara 2008 |         |
| 25 mai 2013                              | en cours    | Giovanni Mitelli | Liste civile Noi per Cervara  |         |
| Les données manquantes sont à compléter. |             |                  |                               |         |

## Culture
L'église principale de Cervara se nomme Maria Santissima della Visitazione. Également appelée Sant'Elisabetta et San Felice, elle se trouve sur la Rocca médiévale. Construite en pierre locale au XVe siècle, ses décorations intérieures sont constituées d'une peinture représentant la Visitation de la Vierge attribuée à Vincenzo Vanenti di Orvinio. Le corps d'un martyre, nommé Felix, repose sous le maître-autel, et fut donné par Pie VI à la ville, en faisant depuis son saint-patron. L'autre importante église est Santa Maria della Portella, située à l'entrée de la ville et dominant la vallée de l'Aniene. Elle fut construite en 1702 par les pères jésuites mais son origine pourrait remonter à 1514. Trois autres églises plus modestes se trouvent à Cervara que sont l'église Carmine, de Sant'Emidio, et de San Rocco.

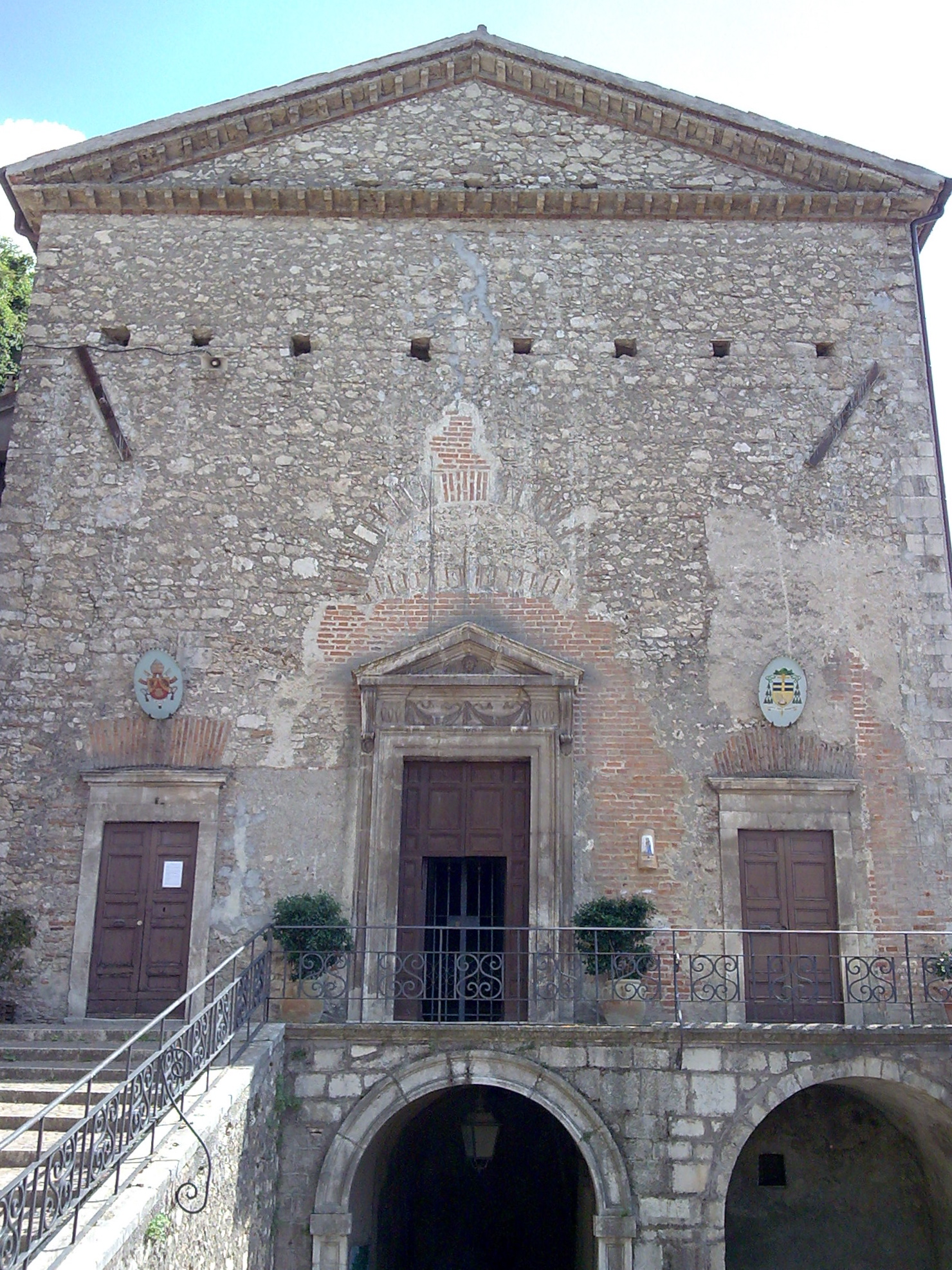
Façade de l'église Maria Santissima della Visitazione.
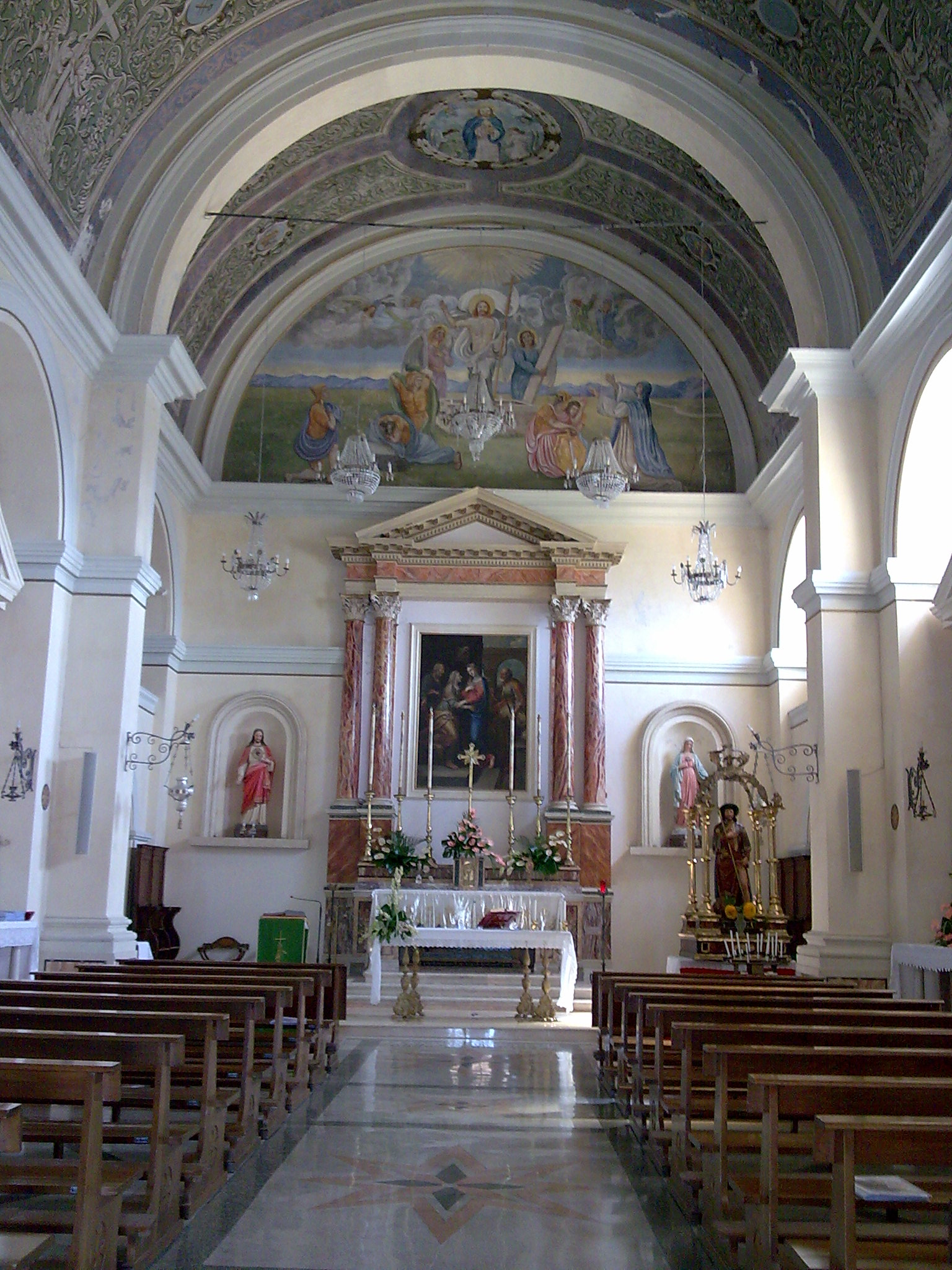
Intérieur de l'église Maria Santissima della Visitazione.
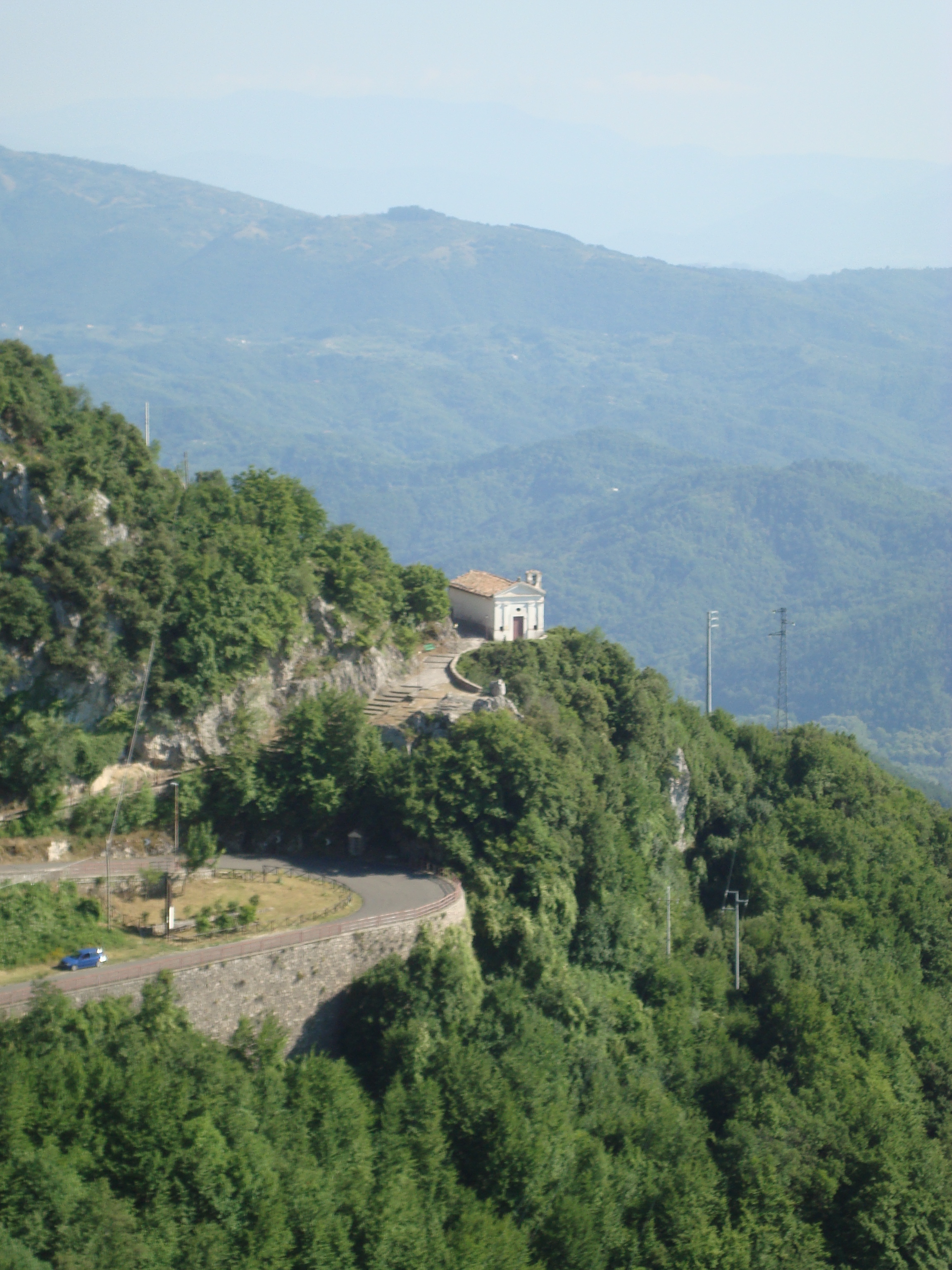
Église Santa Maria della Portella dominant l'Aniene.
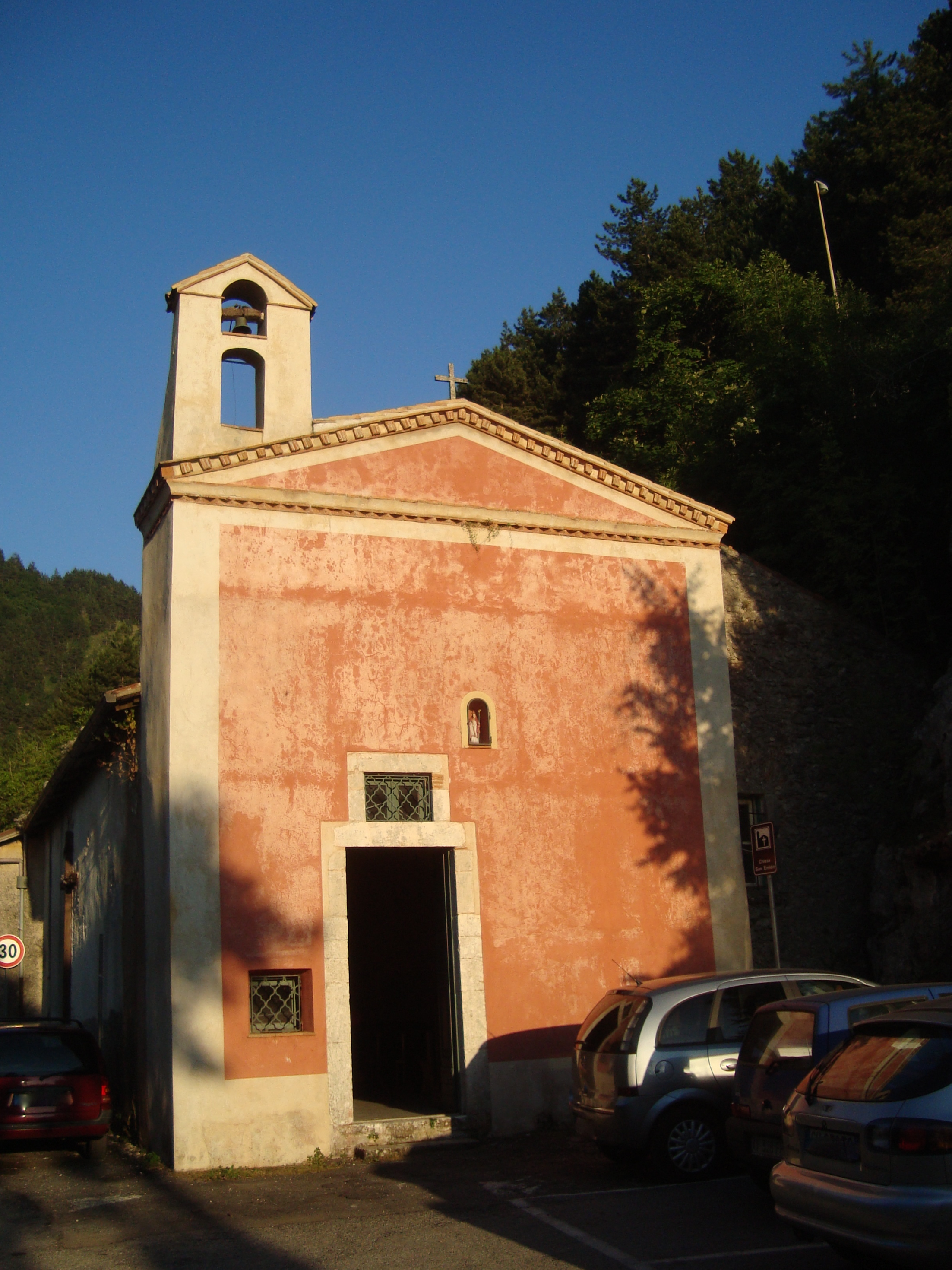
Église Sant'Emidio.

La ville est connue pour les diverses œuvres d'art et citations d'artistes et de poètes qui agrémentent le parcours des rues et surtout de la voie principale d'accès par une succession d'escaliers qui s'appelle la via degli Artisti. De nombreux artistes étrangers ont séjourné à Cervara, notamment en raison de son calme et de son climat en altitude, dont l'américain Samuel Morse (inventeur du code morse), l'autrichien Robert Wellmann, les écrivains Edward Lear et Théophile Gautier, le poète espagnol Rafael Alberti (dont de nombreuses poésies parsèment le village), les peintres Camille Corot, Edmond Lebel  et surtout Ernest Hébert qui fit de nombreux séjours à Cervara et en peint de nombreuses vues et scènes de vie dont la plus célèbre est une allégorie des trois âges de la vie intitulée Les Cervarolles datée de la fin des années 1850 et conservée au Musée d'Orsay. Une copie plus tardive, en demi-grandeur, est conservée au Musée Hébert de La Tronche, en Isère,. Plus récemment, le compositeur italien Ennio Morricone, qui résida à plusieurs reprises dans la ville et lui dédia deux de ses œuvres (Il Notturno per Cervara et Passacaglia per Cervara), a été fait citoyen d'honneur de Cervara di Roma le 23 août 2006.
Les plus anciennes maisons de Cervara datent du XIVe siècle. Elle abrite aussi un Musée de Montagne.

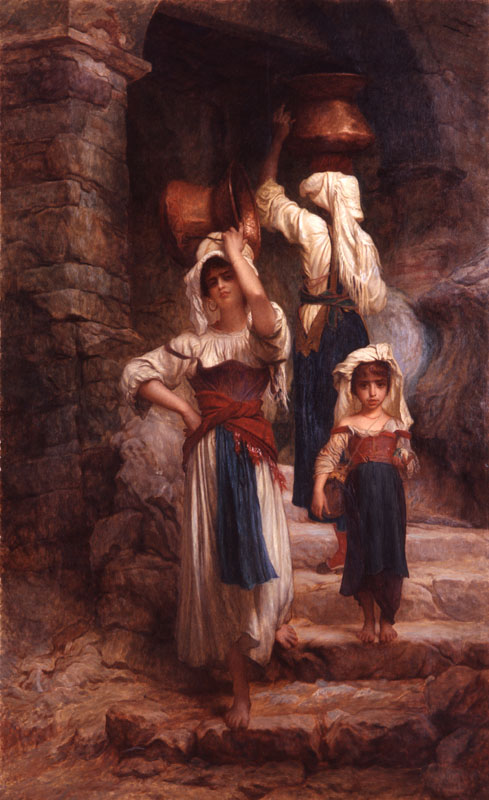
Les Cervarolles d'Ernest Hébert,  Musée Hébert (La Tronche).
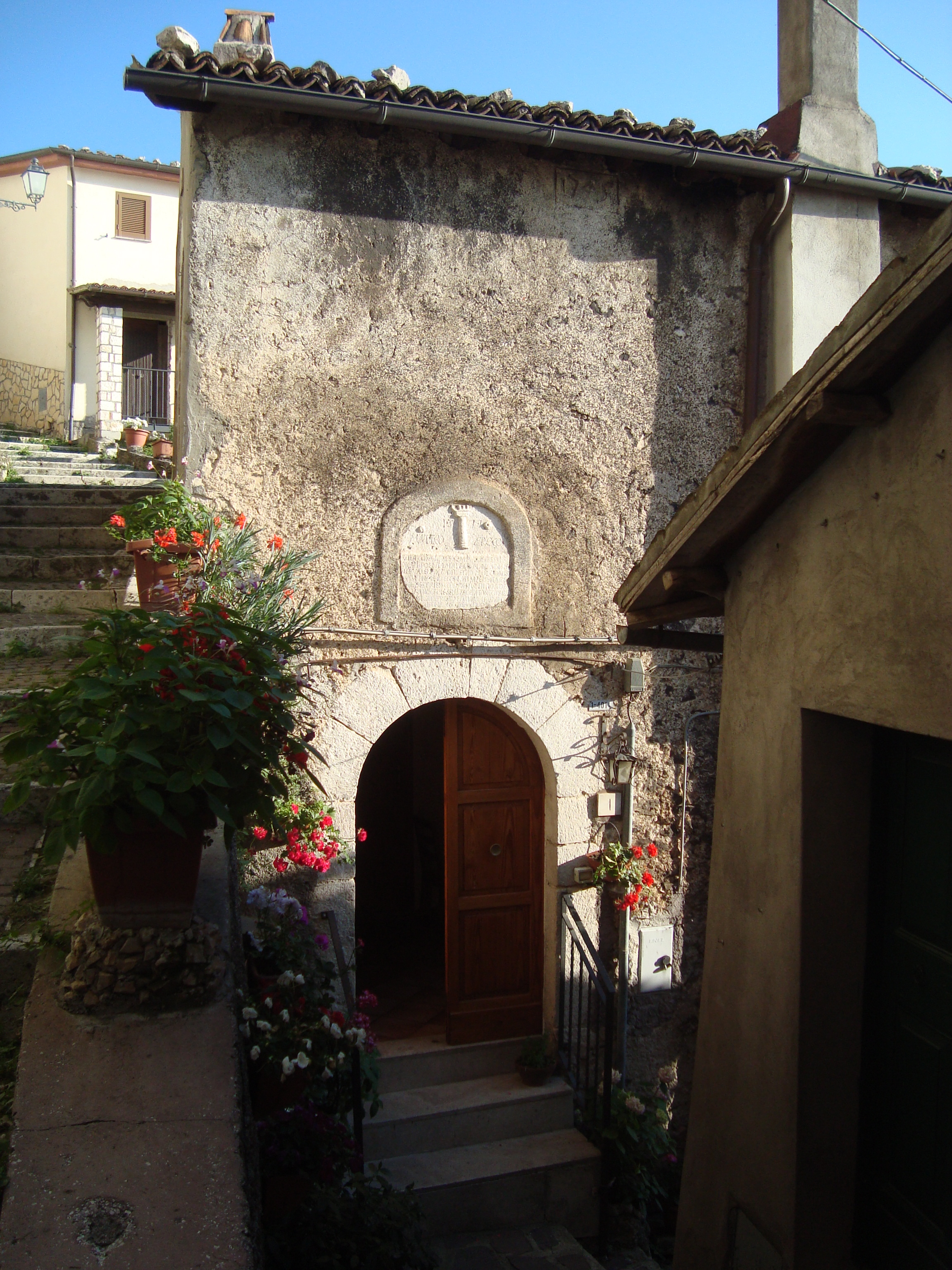
« Maison Colona » datant de 1571.
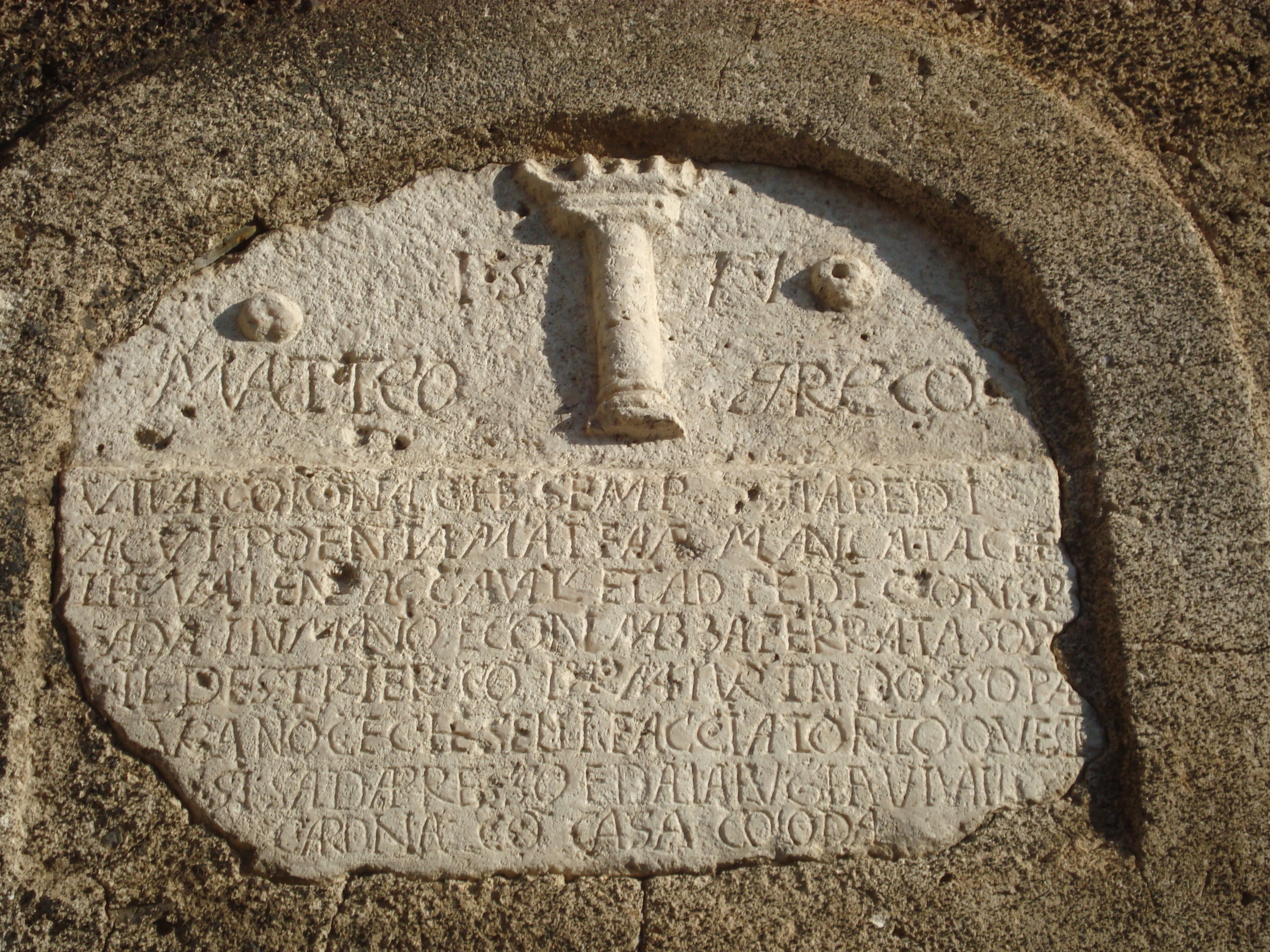
Détail de la plaque de la « maison Colona ».
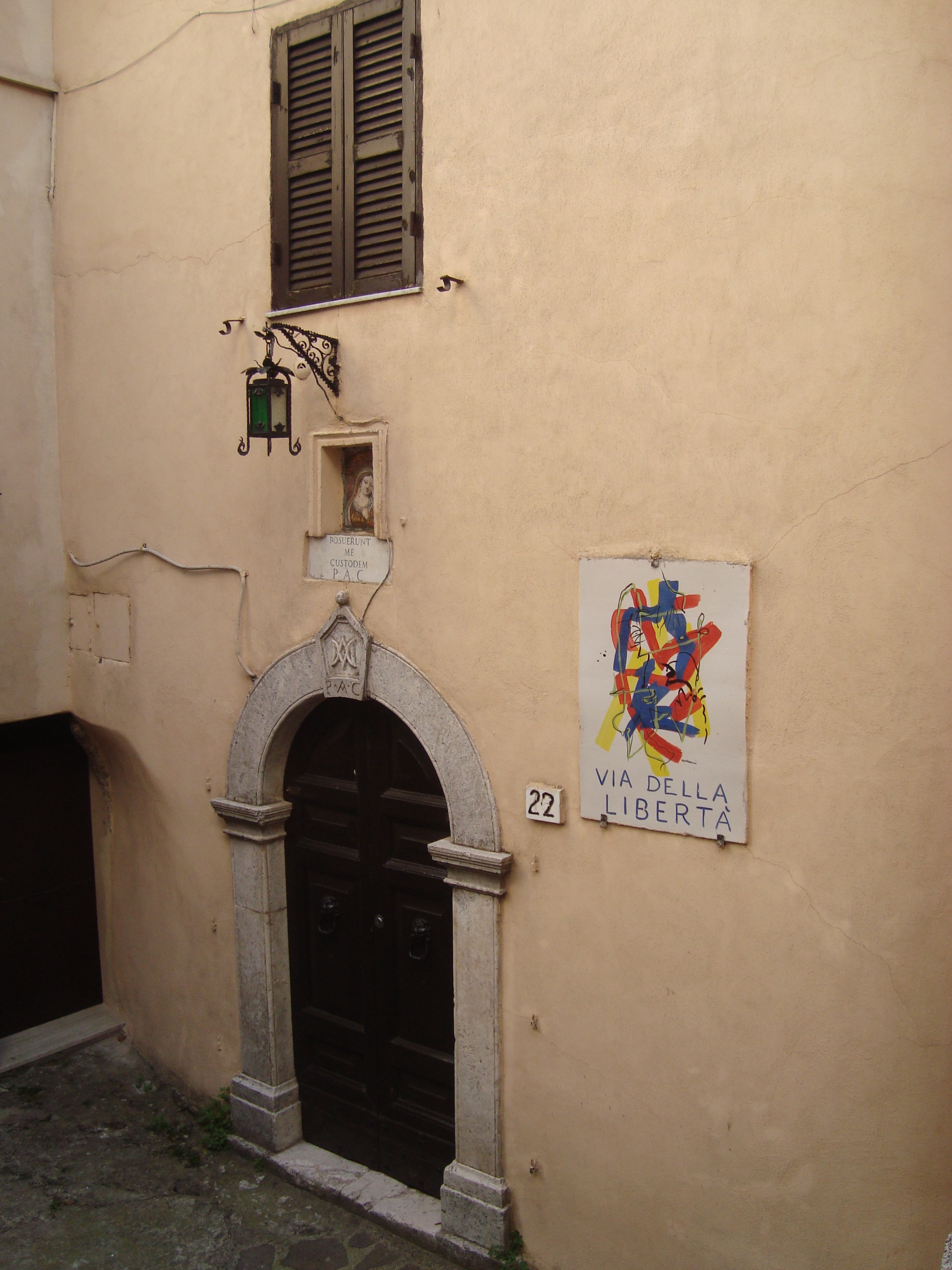
Maison avec une plaque de rue en faïence.